# 佐伯琴美
佐伯 琴美（さえき ことみ、1970年2月15日 - ）は、日本の元AV女優。
身長:161cm。スリーサイズ:B86・W59・H88。血液型:A型。

## 略歴・人物
1990年に『バージンオークション 第一章 短大生 佐伯琴美 20歳』でAVデビュー。
2本目以降は何れもダイヤモンド映像及びその関連会社の作品に出演している。
1991年に引退。

## 出演作品

### アダルトビデオ
- バージンオークション 第一章 短大生 佐伯琴美 20歳 （1990年、クリスタル映像、倉田大明）
- アダルト・ビデオ くどき学入門 その5 （1990年、ビックマン）
- 欲情遊園地 （1990年、裸の王様）…共演:高部靖子
- かきまぜてちょうだい （1990年、ダイヤモンド映像、ターザン八木、監督:日比野正明）
- ええか、こんなの初めてやろ お嬢さんワイは大阪男やで （1990年11月21日、ダイヤモンド映像、監督:独多宇一）
- チリ紙と共に果てぬ （1990年12月11日、ダイヤモンド映像、監督:小路谷秀樹）
- 糸びいてお茶わんいっぱい （1991年2月15日、ダイヤモンド映像、監督:小路谷秀樹）
- 24時間立てられますか パート2 （1991年、ダイヤモンド映像、監督:清水大敬）
- 激撮!初生ライブ 発情牝・琴美 （1991年6月15日、ジェット）
- 引退の理由 堕落した淫乱 （1992年、ビックワークス） ※総集編